# Yōsuke Takahashi
Yōsuke Takahashi (高橋 葉介 Takahashi Yōsuke?) es un mangaka japonés que se centra en historias de terror, nacido en Nagano, prefectura de Nagano, Japón el 15 de marzo de 1956. Actualmente es conocido por sus obras Mugen Shinsi y Gakkō no Kaidan. Graduado de la universidad de Komazawa, debutó profesionalmente como mangaka novato en 1977. También ha publicado historias en la serie antológica de manga, Petit Apple Pie.
El mangaka japonés Kouta Hirano, comenta que Takahashi es un tesoro para el mundo del manga japonés.

## Obras

### Libros de bolsillo
- Teito Monogatari - Hiroshi Aramata - 1985